# Пернамбуку
Пернамбу́ку (порт. Pernambuco) — штат на востоке Бразилии. Граничит со штатами Сеара и Параиба на севере, Пиауи на западе, Алагоас и Баия на юге; восток штата омывается Атлантическим океаном, от которого территория штата уходит вглубь страны тонкой полосой. Административный центр — город Ресифи.

## География
Территория штата Пернамбуку сочетает в себе сравнительно ровную прибрежную зону, высокое внутреннее плато и среднюю зону, образованную террасами и склонами между первыми двумя. Большая часть населения сконцентрирована в прибрежной области.
Тропический климат района более мягок в его континентальной части. Некоторые населённые пункты расположены на высоте более 1000 метров над уровнем моря, и зимой температура там может опускаться до 5—10 °C. На побережье, протянувшемся на 185 км, расположены пляжи, которые считаются одними из самых прекрасных в Бразилии.
Административный центр штата — город Ресифи, крупный порт на побережье Атлантического океана; второй по величине город — Олинда, расположенный в столичной области Ресифи.
К штату административно относятся удалённые острова Фернанду-ди-Норонья и Сан-Паулу.

## История
Название штата Пернамбуку образовано от гидронима, подвергшегося значительному искажению. Исходная форма названия, реконструируемая как Paranambuku, имела предполагаемое значение «длинная река». По названию местности Пернамбуку было названо пернамбуковое дерево, известное также как пау-бразил; в период ранней португальской колонизации это растение было основным предметом экспорта.
В 1534 году на территории Пернамбуку были основаны города Ресифи и Олинда, стали возделываться плантации сахарного тростника и начато производство белого сахара, весьма популярного в Европе.
С 1630 по 1654 год Ресифи и Олинда были заняты голландцами; следы их пребывания до сих пор заметны в архитектуре этих городов. Позже спад производства сахара и отмена рабства побудили население Пернамбуку участвовать в сепаратистских мятежах, в Пернамбуканской революции 1817 года и революции Прайэйра 1848—1849 годов.

## Демография
Согласно сведениям, собранным в ходе переписи 2010 г. Национальным институтом географии и статистики (IBGE), население штата составляет:
| Полное население                       | Полное население                       | Полное население                       | Полное население                       | 8 796 448 |
| -------------------------------------- | -------------------------------------- | -------------------------------------- | -------------------------------------- | --------- |
| в том числе:                           | Городское население                    | 7 052 210                              | Процент городского населения, %        | 80,17     |
|                                        | Сельское население                     | 1 744 238                              | Процент сельского населения, %         | 19,83     |
|                                        | Мужское население                      | 4 230 681                              | Процент мужского населения, %          | 48,10     |
|                                        | Женское население                      | 4 565 767                              | Процент женского населения, %          | 51,90     |
| Плотность населения, чел/км²           | Плотность населения, чел/км²           | Плотность населения, чел/км²           | Плотность населения, чел/км²           | 89,69     |
| Население штата в % к населению страны | Население штата в % к населению страны | Население штата в % к населению страны | Население штата в % к населению страны | 4,61      |

## Административное устройство
Административно штата разделён на 5 мезорегионов и 19 микрорегионов. В штате — 185 муниципалитетов.

## Экономика
Главными отраслями экономики штата являются сельское хозяйство, промышленность, туризм и медицинский сервис.
На побережье Пернамбуку находятся плантации сахарного тростника и маниока и процветает мясное животноводство. На плоскогорье преобладает пастбищное животноводство (преимущественно крупный рогатый скот). В штате производится добыча фосфоритов.
Также важной отраслью экономики Пернамбуку является производство алкоголя, в том числе и в технических целях.